# Capanemia thereziae
Capanemia thereziae é uma espécie de  planta do gênero Capanemia e da família Orchidaceae. 

## Taxonomia
O seguinte sinônimo já foi catalogado:  
- Quekettia theresiae  (Barb. Rodr.) Cogn.

## Conservação
A espécie faz parte da Lista Vermelha das espécies ameaçadas do estado do Espírito Santo, no sudeste do Brasil. A lista foi publicada em 13 de junho de 2005 por intermédio do decreto estadual nº 1.499-R. 